# Aichdorf (Katastralgemeinde)
Aichdorf ist eine von sieben Katastralgemeinden der Gemeinde Fohnsdorf, die zum Großteil mit dem Ort Aichdorf deckungsgleich ist. Die 4,8 Quadratkilometer große Katastralgemeinde Aichdorf wird von 452 Menschen bewohnt (Stand: 2023).

## Bevölkerung
In der Katastralgemeinde Aichdorf leben 452 Einwohner, im gleichnamigen Ort 447 (Stand von beiden Daten: 2023).

## Geographie
Die Südgrenze der Katastralgemeinde Aichdorf wird gesamt von der Mur gebildet und grenzt die Katastralgemeinde von Judenburg ab. Im Osten grenzt die zu Zeltweg gehörende Katastralgemeinde Farrach an, im Nordosten grenzen die Fohnsdorfer Katastralgemeinden Rattenberg und Sillweg an, wobei Sillweg auch im Norden anschließt. Im Norden folgt weiter die Katastralgemeinde Fohnsdorf und im Westen die Katastralgemeinde Hetzendorf. Ein Haus der Katastralgemeinde Aichdorf ist nur über eine Straße aus Hetzendorf erreichbar. Von Aichdorf aus können die Orte Fohnsdorf, Gabelhofen, Hetzendorf, Rattenberg und Sillweg auf direkten Straßen erreicht werden.
Die Katastralgemeinde Aichdorf wird in Ost-West-Richtung durch die Murtal-Schnellstraße durchzogen, wobei sich die „Anschlussstelle Zeltweg-West“ auf dem Gebiet der Katastralgemeinde befindet. Gewässer im Gebiet der Katastralgemeinde Aichdorf sind der Fohnsdorferbach und die Pöls, die in diesem Bereich als Pölsfluss fließt.